# Sociofisiologia
La sociofisiologia és la «interacció entre la societat i el funcionament físic» que implica «la col·laboració de dues ciències veïnes: la fisiologia i la sociologia». En altres paraules, la sociofisiologia és la sociologia fisiològica, una ciència especial que estudia el vessant fisiològic de les interrelacions humanes (i d'altres animals).

## Àmbit de recerca interdisciplinari
A més d'haver estat denominada «àrea interdisciplinària de recerca, àrea que demostra la relació concomitant entre fisiologia i comportament social», la sociofisiologia també es pot qualificar d' «etologia social» i «energètiques social», és a dir, la «fisiologia dels fenòmens reactius provocats per les excitacions mútues d'individus de la mateixa espècie».
El caràcter interdisciplinari de la sociofisiologia comporta en gran manera una «síntesi de psicofisiologia i interacció social» de manera que es pot produir un «estudi sòcio-psicobiològic» dels «fenòmens biològics-sociològics». Aquest «estudi sòcio-psicobiològic» ha descobert una «compartició de la fisiologia entre les persones implicades en una interacció significativa», així com «un compromís fisiològic de resposta mútua que té una funció normativa per mantenir la cohesió social i el benestar en animals socials superiors». Aquest «compromís fisiològic de resposta mútua» posa en joc els «vincles estrets que uneixen els fenòmens socials amb els fenòmens biològics dels quals deriven immediatament».

## Fisiologia interpersonal
A més, la sociofisiologia explora la «relació íntima i la regulació mútua entre els sistemes socials i fisiològics que és especialment vital en els grups humans». És a dir, la sociofisiologia estudia els «fenòmens fisioenergètics i psicoenergètics a la base dels agrupaments socials». En aquesta línia, Zeliony (1912) va assenyalar que:
| « | Els canvis de la societat són el resultat de les activitats del sistema nerviós. Les excitacions varien amb el mateix animal i amb la mateixa classe d'animals. El problema del sociofisiòleg és esbrinar quins són els excitadors i quins els inhibidors. La fisiologia dona les lleis del sistema nerviós... Per tant, el deure del sociofisiòleg és donar una descripció dels processos nerviosos dels grups que han provocat canvis en l'entorn [físic i social]. | » |

A més, la sociofisiologia «descriu les relacions estructura-funció per a les estructures corporals i les funcions interactives rellevants per a la malaltia psiquiàtrica» i també «assumeix que els trastorns psiquiàtrics són variants patològiques de la motivació, les emocions i el conflicte implicats en els processos comunicatius normals». La psiquiatria, per tant, implica el diagnòstic i el tractament del que Lilienfeld va anomenar «patologia social fisiològica», i pot ser classificat com un subcamp de la sociofisiologia, anomenat «sociofisiologia patològica» per Zeliony. Tal com va resumir Ellwood, Zeliony pensava que, en el futur,
| « | Es farà necessària una patologia socio-fisiològica. El seu camp d'observació seran les desviacions de la norma que s'observen com a conseqüència de les diferències patològiques de l'organisme o com a conseqüència d'altres afeccions, com en els boigs o addictes al consum d'alcohol. | » |

Ellwood també va assenyalar que la futura sociofisiologia de Zeliony, sent una ciència biològica natural, ha de ser darwiniana.
En definitiva, la sociofisiologia és «fisiologia recíproca, interpersonal». Aquesta fisiologia interpersonal pot tenir implicacions en l'àmbit de la política humana. Per exemple, els resultats d'un estudi recent «suggereixen que les actituds polítiques varien amb trets fisiològics vinculats a maneres divergents d'experimentar i processar les amenaces ambientals».